# Stenomesius
Stenomesius is een geslacht van vliesvleugeligen uit de familie Eulophidae. De wetenschappelijke naam van dit geslacht is voor het eerst geldig gepubliceerd in 1833 door John Obadiah Westwood.

## Soorten
Het geslacht Stenomesius omvat de volgende soorten:
- Stenomesius albipes (Ashmead, 1894)
- Stenomesius aligarhicus Narendran, 2011
- Stenomesius anati Khan & Jaikishan Singh, 1994
- Stenomesius aphidicola Ashmead, 1880
- Stenomesius aspidicola Ashmead, 1880
- Stenomesius belouvi (Risbec, 1957)
- Stenomesius bitinctus Ferrière, 1960
- Stenomesius calicuticus Narendran, 2011
- Stenomesius ceramidiae Boucek, 1962
- Stenomesius dimidiatus Ashmead, 1904
- Stenomesius elegantulus (Risbec, 1951)
- Stenomesius guttativertex (Girault, 1913)
- Stenomesius immarginatus (Girault, 1915)
- Stenomesius japonicus (Ashmead, 1904)
- Stenomesius maculatus Liao, 1987
- Stenomesius masii (Risbec, 1957)
- Stenomesius modicellus Khan, 1994
- Stenomesius orientalis Agnihotri & Khan, 2004
- Stenomesius rufescens (Retzius, 1783)
- Stenomesius singularis (Shafee & Rizvi, 1988)